# Rhino Entertainment
Pour les articles homonymes, voir Rhino.
Rhino Entertainment est un label discographique américain appartenant au groupe Warner Music. Son PDG actuel est Mark Pinkus.

## Histoire
Fondé en 1978, Rhino était à l'origine un label de novelty et de rééditions dans les années 1970 et 1980. Il a publié des albums de compilation des succès de pop, du rock 'n' roll et du rhythm and blues des années 1950 aux années 1980, ainsi que des vinyles de chansons fantaisistes (compilés en interne ou par Dr. Demento) et des rétrospectives d'artistes comiques célèbres, dont Richard Pryor, Stan Freberg, Tom Lehrer, et Spike Jones.
Certains des premiers succès du label en matière de rééditions ont été obtenus grâce à l'acquisition des droits du catalogue White Whale Records qui incluait the Turtles. Au milieu des années 1980, la plupart des sorties de Rhino étaient des rééditions d'enregistrements précédemment publiés sous licence d'autres sociétés. Pour une qualité sonore supérieure, le mastering des bandes originales (lorsque c'était possible) était réalisé sous la direction de Bill Inglot, et l'emballage créatif du label a fait de Rhino l'un des labels de réédition les plus respectés. Rhino s'est rapidement lancé sur le marché du CD, en publiant des dizaines de oldies (anciennetés) à l'aube de l'ère du CD en 1984.
À la fin des années 1980, Rhino se transforme en une société de divertissement complète spécialisée dans la vidéo (initialement VHS, puis DVD et Blu-ray), les rééditions de programmes télévisés tels que Les Monkees, The Lone Ranger, la collection Transformers, Mystery Science Theater 3000, et Ed Sullivan's Rock 'n' Roll Classics, ainsi que des CD d'artistes sélectionnés et des bandes originales de films.
En 1986, Rhino Records signe un accord avec New World Pictures pour créer une société de production de longs métrages appelée Rhino Films. Le premier projet prévu par Rhino Films devait être un film sur le groupe de rock Big Daddy, qui était un groupe de Rhino revenu aux États-Unis après plusieurs années d'absence.
En 1985, Rhino signe un accord de distribution de six ans avec Capitol Records. En 1989, Rhino et la société mère de Capitol, EMI, concluent un accord pour acquérir conjointement Roulette Records ; Rhino reçoit les droits américains sur le catalogue de Roulette, à l'exception du jazz. Après la fin de l'accord de distribution avec Capitol en 1992, Rhino signe un nouvel accord de distribution avec Atlantic Records, et à son tour Time Warner achète 50 % des parts du label. En 1993, l'unité vidéo de Rhino met fin à son accord avec Uni et transfère son accord à A*Vision Entertainment. En 1998, Time Warner achète l'autre moitié de Rhino, faisant de la société une unité entièrement détenue par Time Warner. Le disquaire Rhino Records, qui faisait partie des 50 % rachetés en 1992 mais qui est revenu aux Foos après que Time Warner ait racheté le reste ferme en 2005,. C'est grâce à cette fusion que le label réédite des mroceaux d'artistes tels que The Monkees, Eric Burdon, Fanny, Dannii Minogue, les Ramones, Grateful Dead, Emerson, Lake and Palmer, The Beach Boys, Yes, The Cars, Ramones, Spirit of the West et, plus tard, les Bee Gees ; ainsi que des bandes originales couvrant la MGM d'avant 1986, propriété de Turner, et d'avant 1950. Warner Bros. conserve deux longs métrages de 1949 qu'elle se contente de distribuer, et tous les courts métrages sortis le ou après le 1er septembre 1948 ainsi que toutes les séries d'animation sorties en août 1948. Les bandes originales de Rhino comprennent Autant en emporte le vent, Le magicien d'Oz, Easter Parade, La Mort aux trousses, Casablanca, King Kong, et Docteur Jivago. Les bibliothèques de bandes originales de films de Turner Entertainment et de Warner Bros. sont actuellement gérées par la filiale de Warner Bros. du label interne, WaterTower Music.
En juin 2006, Warner Strategic Marketing au Royaume-Uni est dissous et Rhino Records U.K. est créé. La division se compose de deux factions principales : les compilations annoncées à la télévision (par exemple Pure Garage Rewind Back to the Old School) et les morceaux de catalogue provenant des coffres de Warner.